# Zbigniew Lengren

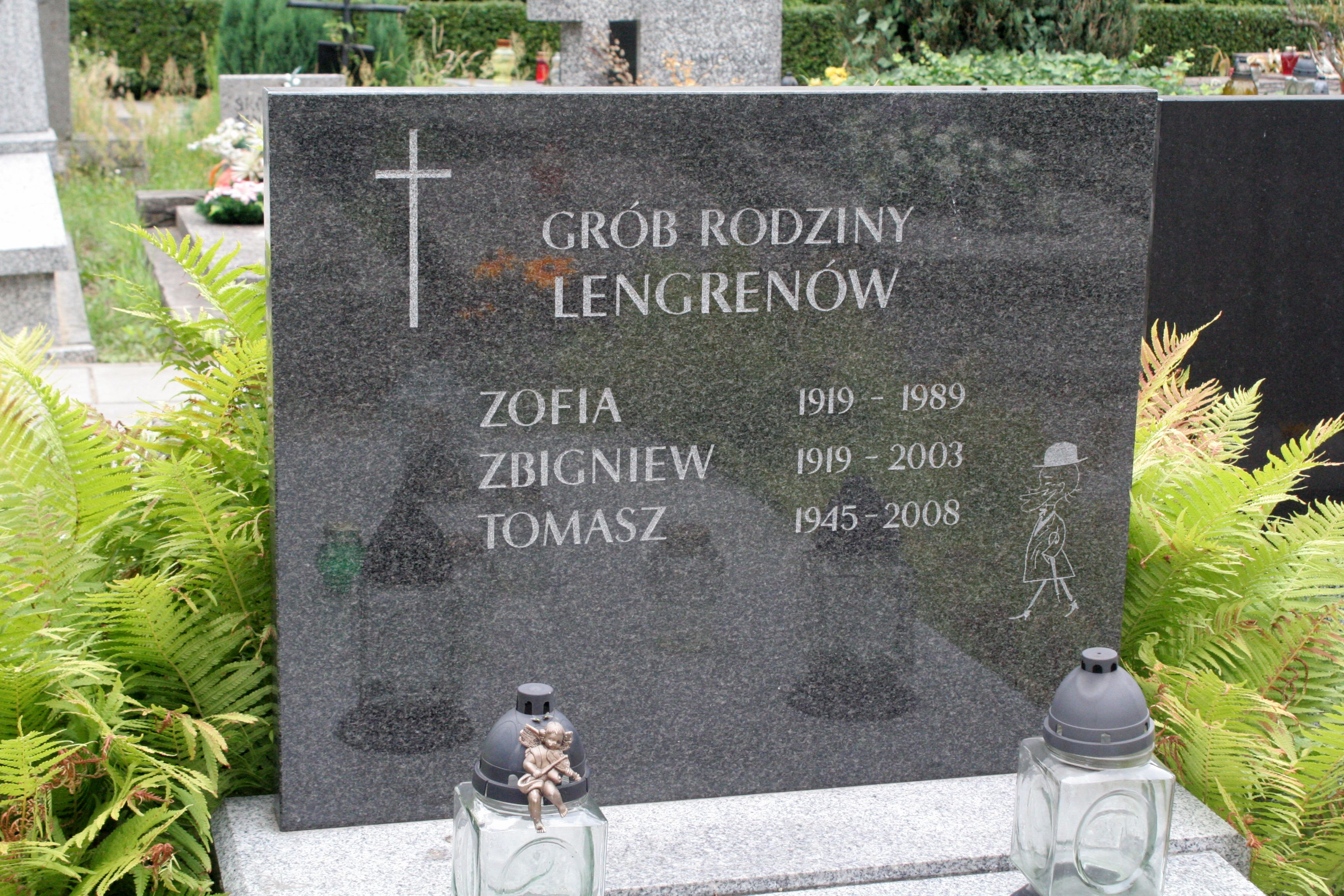
Grób rodziny Lengrenów na cmentarzu Wojskowym na Powązkach w Warszawie

Zbigniew Lengren (ur. 2 lutego 1919 w Tule, zm. 1 października 2003 w Warszawie) – polski satyryk, grafik i rysownik, autor karykatur, aforyzmów i fraszek, a także plakatów, ilustracji książkowych i prasowych oraz scenografii teatralnych. 
Przez większość kariery zawodowej związany z tygodnikiem „Przekrój”, w którym od 1946 do 2003 publikował serię rysunkową z Profesorem Filutkiem i jego psem Filusiem. Jeden z pionierów powojennego komiksu prasowego w Polsce.

## Życiorys
Urodził się 2 lutego 1919 w Tule, w ogarniętej rewolucją bolszewicką i wojną domową Rosji, a dzieciństwo spędził w Toruniu. Ojciec (Juliusz) był przedstawicielem telefonicznej firmy Ericsson, a po jego śmierci matka Zbigniewa (Lucyna) wyszła za mecenasa Monne. Do 16. roku życia miał szwedzkie obywatelstwo za sprawą ojca, który był Szwedem.
W 1938 ukończył toruńskie Gimnazjum im. Kopernika, a następnie złożył podanie o przyjęcie na studia na Wydziale Architektury Politechniki Warszawskiej. Rozpoczęciu studiów przeszkodził wybuch II wojny światowej. Powołany do Wojska Polskiego, wziął udział w wojnie obronnej, podczas której dostał się do niemieckiej niewoli. Resztę wojny spędził w niemieckich obozach jenieckich i więzieniach.
W grudniu 1945 wrócił do Torunia, gdzie rozpoczął studia malarskie na Wydziale Sztuk Pięknych Uniwersytetu Mikołaja Kopernika. Studia łączył z pracą zawodową, a dyplom ukończenia studiów otrzymał 30 czerwca 1951.
Oprócz działalności artystycznej związanej z szeroko rozumianą sztuką graficzną pisał teksty literackie, w tym wiersze, m.in. dla dzieci. Współtworzył programy telewizyjne Telemele i Żartoteka

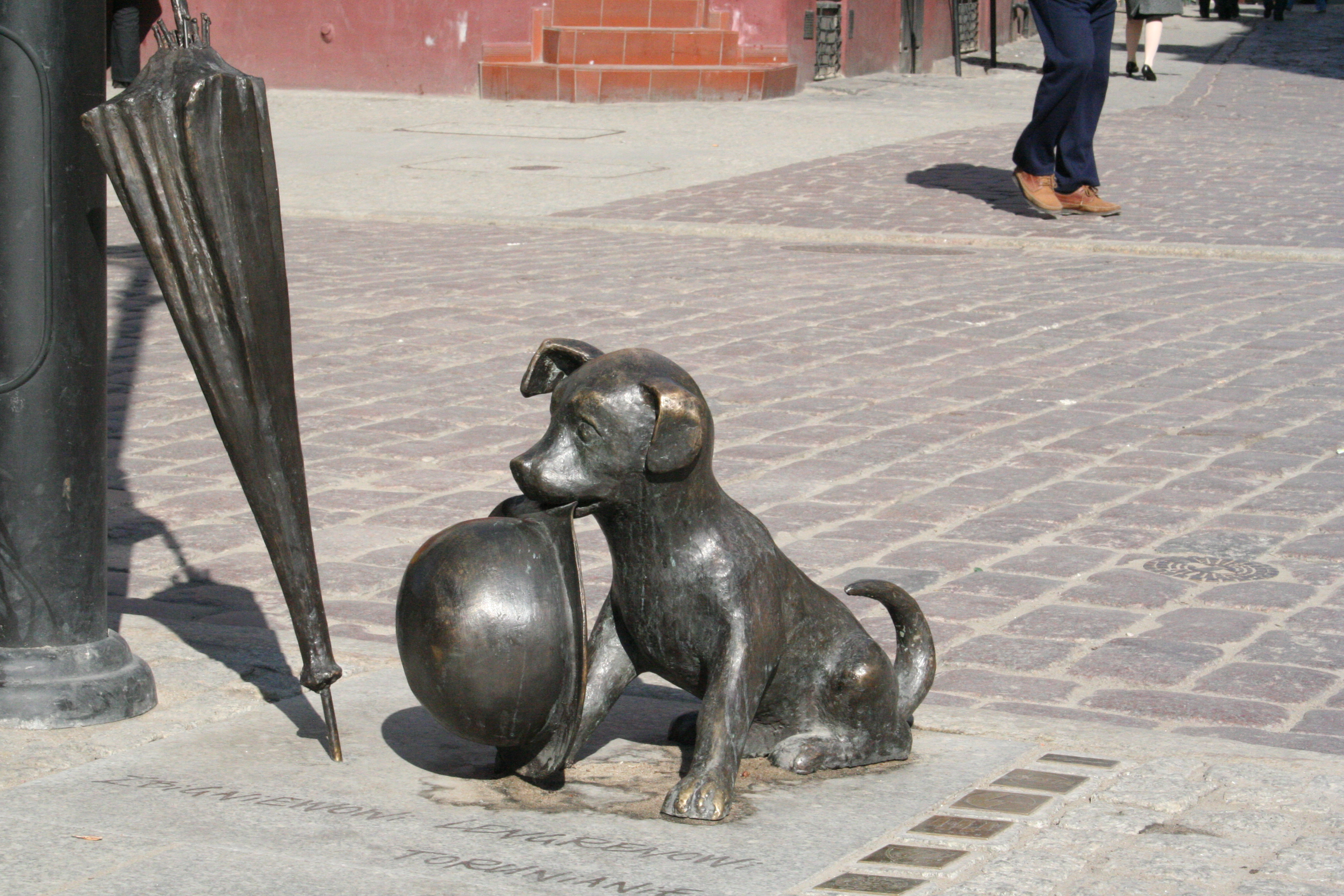
Pomnik Filusia na toruńskim Rynku Staromiejskim

Jako karykaturzysta zadebiutował w 1944 w czasopiśmie „Stańczyk”. Od 1946 współpracował z tygodnikiem „Przekrój”, w którym publikował serię rysunkową z Profesorem Filutkiem i psem Filusiem – pierwszy odcinek ukazał się w 147. numerze pisma w lutym 1948. Współpracował również z czasopismami: „Szpilki”, „Świat”, „Trybuna Robotnicza” i „Playboy” (od lutego 1994). Ilustrował książki (np. serię dla dzieci Hugh Loftinga o przygodach doktora Dolittle), tworzył filmowe plakaty (np. do filmów Zaporożec za Dunajem i Złodzieje i policjanci) i pisał utwory satyryczne (np. Drobiazgi spod pióra, Fraszki).
Otrzymał Order Uśmiechu. W 1988 został laureatem nagrody karykaturzystów Złota Szpilka.
Zmarł w Warszawie, został pochowany w rodzinnym grobie na cmentarzu Wojskowym na Powązkach (kwatera K-4-58).

## Życie prywatne
Był mężem Zofii (1919–1989), pielęgniarki i sanitariuszki, z którą miał syna Tomasza (1945–2008), aktora, reżysera, oraz córkę Katarzynę (ur. 1951), scenografa, kostiumologa. Ich wnuczka Klara Syrewicz, córka Katarzyny i Stanisława Syrewicza jest dziennikarką, w latach 2006–2007 była redaktorem prowadzącym dodatków do „Dziennika” oraz „Polska The Times”, w latach 2008–2012 zastępcą redaktora naczelnego miesięcznika „Podróże”. 

## Ordery i odznaczenia
- Złoty Krzyż Zasługi (11 lipca 1955)[12]
- Medal 10-lecia Polski Ludowej (12 stycznia 1955)[13]
- Order Uśmiechu (1977)[6]

## Upamiętnienie
W 2005, w 86. rocznicę urodzin artysty, odsłonięto w Toruniu niewielką kompozycję rzeźbiarską autorstwa Zbigniewa Mikielewicza, upamiętniającą toruńskie czasy Zbigniewa Lengrena. Rzeźba przedstawia psa Filusia, który trzyma w pysku melonik profesora Filutka i pilnuje parasola swego pana.
W 2022 w dawnym mieszkaniu i pracowni artysty przy ulicy Brzozowej 6/8 a w Warszawie (tzw. Lengrenówce) otwarto pracownię Muzeum Karykatury im. Eryka Lipińskiego.